# Jesús Fernández Collado
Jesús Fernández Collado (n. 11 iunie 1988, Madrid, Spania), cunoscut simplu ca Jesús, este un fotbalist spaniol, care joacă pe post de portar la Politehnica Iași în Liga a II-a.

## Palmares

### Club
Real Madrid Castilla
- Segunda División B: 2011–12

Real Madrid
- Copa del Rey (1): 2013–14
- Supercupa Spaniei (1): 2012
- Liga Campionilor UEFA (1): 2013–2014